# Roh Jeong-eui
Roh Jeong-eui (노정의?; Seul, 31 luglio 2001) è un'attrice sudcoreana.
Roh inizia la propria carriera di attrice nel 2011, partecipando alla serie televisiva Chonggagne yachaegage nel ruolo minore di Han Tae-in. È principalmente conosciuta per i ruoli da co-protagonista e protagonista in Pinocchio (2014), Tamjeong honggildong: sarajin maeul (2016) e Kill It (2019).